# Johannes Brask
Johannes Petri Brask, född 1565, död 1602 i Höreda församling, Jönköpings län, var en svensk präst i Höreda församling.

## Biografi
Johannes Brask föddes 1565. Han var son till kyrkoherden Petrus Brask i Veta församling. Brask blev 1581 student vid Uppsala universitet och prästvigdes 1589. Han blev 1592 kyrkoherde i Höreda församling och skrev under Uppsala möte 1593. Brask avled 1602 i Höreda församling.
Brask gifte sig 1592 med Karin Bröms. Hon tillhörde en gammal adlig släkt. Bröms hade tidigare varit gift med kyrkoherden Petrus Svenske i Höreda församling.